# كامبايلو دي ديلايتوزا
بلدية كامبايلو دي ديلايتوزا (بالإسبانية: Campillo de Deleitosa)‏، هي بلدية تقع في مقاطعة قصرش والتي تقع في منطقة إكستريمادورا، غرب إسبانيا.
يبلغ عدد سكانها 120 نسمة وفقاً لإحصائية سنة (2002).